# Mortalité des prisonniers en France
 (août 2023).
Les conditions de vie des détenus étant habituellement moins bonnes que celles du reste de la population, la mortalité est généralement différente et plus élevée dans les prisons, surtout avant le XXe siècle, mais les facteurs sous-jacents et les problèmes rencontrés sont globalement de même nature à toutes les époques et dans tous les lieux.

## Mortalité des prisonniers en 1829
En 1829, soit dix ans après la création de la Société royale pour l'amélioration des prisons, le docteur Louis René Villermé, après avoir présenté sur plusieurs pages les variations importantes de la mortalité dans différents lieux de détention (prisons, dépôts de mendicité, bagnes, etc), avance la conclusion suivante : 
« Les faits rapportés jusqu'ici de la mortalité dans les prisons, montrent, ce me semble, que si une administration, quelque sage, quelque éclairée qu'on la suppose, quel que soit le zèle qui l'anime, quels que soient les efforts qu'elle fasse, ne peut assurer aux détenus les chances de vie qu'ils auraient en liberté, ni arrêter les effets des atteintes profondes portées à leur santé par les privations et les misères, elle a néanmoins une puissance immense sur eux, et qu'ils vivront ou mourront pour la plupart selon qu'elle voudra. »
Une partie de ces recherches portèrent sur la relation de la mortalité et de la date depuis le début de la détention. Après avoir cité d'autres études et des chiffres qu'il publie en annexes, il conclut à nouveau :
« Chacun maintenant peut se faire une idée de l'énorme différence qui existe, en général, pour les chances de vie, entre des personnes emprisonnées et des personnes libres ; entre des personnes emprisonnées qui sont réduites aux seules ressources de la prison, et d'autres qui peuvent, avec leur argent, se procurer une bonne nourriture, un logement à part, etc. ; enfin, entre les détenus dans une bonne prison que le zèle, l'intelligence et l'humanité dirigent, et d'autres qui croupissent dans une prison dont l'insalubrité s'accroît encore par la mauvaise tenue. »
Voici, les causes de mortalité que le docteur Villermé identifie :
- les affections tristes de l'âme, des détenus séparés du reste de la société ; la masturbation ;
- l'étroitesse des locaux, dont résulteraient l'encombrement, la malpropreté, le mauvais air ;
- la nourriture insuffisante: « moins par sa quantité que parce qu'elle est trop peu variée, et beaucoup trop souvent privée de viande. Une livre et demie de mauvais pain, de l'eau et une soupe économique, dite à la Rumfort [..] »[1] ; le personnel s'aperçoit lui-même que ceux qui peuvent mieux se nourrir se portent mieux.
- les souffrances qu'ils ont supportées avant l'emprisonnement ;
- l'indifférence : « L'ignorance du sort des prisonniers, de leurs besoins, surtout des besoins et du sort des plus pauvres d'entre eux, est la cause première à laquelle il faut attribuer l'excessive mortalité dont j'ai cité des exemples. »[1].

Il conclut également que la mortalité est plus grande chez les condamnés que chez les prévenus (bien que ceux-ci soient moins bien traités) et plus grande encore dans les dépôts de mendicité. Il réserve ses conclusions sur les bagnes, déplorant que leur régime particulier les soustrait au regard public.
Quelques-uns des tableaux publiés en annexes de l'article du docteur Villermé :
- Abbaye de Montreuil près Laon : 1811 à 1825, jusqu'à 100 décès sur 600 détenus présents dans l'année ;
- Maison centrale de Beaulieu, Caen : 594 décès de 1814 à 1825 ;
- Maison centrale de Melun : 439 décès de 1817 à 1825 ;
- Maison centrale de Gaillon : 614 décès de 1817 à 1825 ;
- Maison de justice de Rouen : 67 décès de 1812 à 1825 ;
- Bicêtre de Rouen : 377 décès de 1811 à 1825 (évolution en fonction de changement de type de détenu (« fous »)) ;
- Bagnes : pour chacun des quatre bagnes de 1816 à 1827 ;
- Dépôts de mendicité du Pays-Bas : 1811 à 1822.

## Statistiques récentes
|      | Décès en prison | Suicides en prison | Taux de mortalité pour 10000 détenus |
| ---- | --------------- | ------------------ | ------------------------------------ |
| 1996 | 279             | 138                | 49                                   |
| 1998 | 214             | 118                | 39                                   |
| 1999 | 262             | 125                | 47                                   |
| 2000 | 233             | 120                | 46                                   |
| 2001 | 236             | 104                | 48,7                                 |
| 2002 | 244             | 122                | 45,6                                 |
| 2003 | 230             | 120                | 40                                   |
| 2004 |                 | 115                |                                      |
| 2005 | 241             | 122                | 41                                   |
| 2006 | 215             | 95                 | 37                                   |
| 2007 | 216             | 96                 | 35                                   |
| 2008 | 246 / 244       | 109 / 115          | 37                                   |
| 2009 | 268             | 115 / 122          | 41                                   |
| 2010 | 263             | 109 / 121          | 40                                   |
| 2011 | 251             | 123                | 36                                   |
| 2012 | 262             | 123                | 35                                   |
| 2013 | 242             | 111                | 31                                   |
| 2019 | 169             | 120                | 24                                   |
| 2020 | 262             | 175                | 42                                   |
| 2021 | 272             | 112                | 39                                   |